# Чемпіонат світу з легкої атлетики 2017 — біг на 10000 метрів (жінки)

Фініш

Змагання з бігу на 10000 метрів серед жінок на Чемпіонаті світу з легкої атлетики 2017 у Лондоні проходили 4 серпня на Олімпійському стадіоні.

## Рекорди
На початок змагань основні рекордні результати були такими:
| WR | Алмаз Аяна Ефіопія    | 29.17,45 | Ріо-де-Жанейро Бразилія | 12 серпня 2016 |
| CR | Берхане Адере Ефіопія | 30.04,18 | Париж Франція           | 23 серпня 2003 |
| WL | Гелете Бурка Ефіопія  | 30.40,87 | Генгело Нідерланди      | 10 червня 2017 |

Під час змагань був встановлений наступний рекордний результат:
| WL | Алмаз Аяна Ефіопія | 30.16,32 | Лондон Велика Британія | 5 серпня 2017 |

## Розклад
| Дата          | Час початку | Стадія |
| ------------- | ----------- | ------ |
| 5 серпня 2017 | 20:10       | Фінал  |

Вказаний місцевий час (UTC+0)

## Результати

### Фінал
| Місце | Атлетка                  | Країна          | Час      | Примітки |
| ----- | ------------------------ | --------------- | -------- | -------- |
| 1     | Алмаз Аяна               | Ефіопія         | 30.16,32 | WL       |
| 2     | Тірунеш Дібаба           | Ефіопія         | 31.02,69 | SB       |
| 3     | Агнес Джебет Тіроп       | Кенія           | 31.03,50 | PB       |
| 4     | Еліс Епрот Навовуна      | Кенія           | 31.11,86 | SB       |
| 5     | Сузан Крумінс            | Нідерланди      | 31.20,24 | PB       |
| 6     | Емілі Інфельд            | США             | 31.20,45 | PB       |
| 7     | Айрін Чепет Чептаї       | Кенія           | 31.21,11 | SB       |
| 8     | Моллі Хаддл              | США             | 31.24,78 |          |
| 9     | Емілі Сіссон             | США             | 31.26,36 |          |
| 10    | Аюко Судзукі             | Японія          | 31.27,30 | SB       |
| 11    | Ясмін Джан               | Туреччина       | 31.35,48 |          |
| 12    | Шитайє Ешете             | Бахрейн         | 31.38,66 | SB       |
| 13    | Мерсілайн Челангат       | Уганда          | 31.40,48 | PB       |
| 14    | Дера Діда                | Ефіопія         | 31.51,75 |          |
| 15    | Дезі Моконін             | Бахрейн         | 31.55,34 |          |
| 16    | Наташа Водак             | Канада          | 31.55,47 | SB       |
| 17    | Дар'я Маслова            | Киргизстан      | 31.57,23 | SB       |
| 18    | Сітора Хамідова          | Узбекистан      | 31.57,42 | NR       |
| 19    | Мідзукі Мацуда           | Японія          | 31.59,54 |          |
| 20    | Рейчел Кліфф             | Канада          | 32.00,03 | PB       |
| 21    | Бетт Поттер              | Велика Британія | 32.15,88 |          |
| 22    | Елоїз Веллінгс           | Австралія       | 32.26,31 | SB       |
| 23    | Файлуна Абді Матанга     | Танзанія        | 32.29,97 |          |
| 24    | Міюкі Уехара             | Японія          | 32.31,58 |          |
| 25    | Саломі Ньїрарукундо      | Руанда          | 32.45,95 | SB       |
| 26    | Маделяйн Гіллс           | Велика Британія | 32.48,57 |          |
| 27    | Шарлотт Тейлор           | Велика Британія | 32.51,33 |          |
| 28    | Карла Саломе Роша        | Португалія      | 32.52,71 |          |
| 29    | Маргарита Ернандес       | Мексика         | 33.06,53 |          |
| 30    | Каміль Баскомб           | Нова Зеландія   | 33.07,53 |          |
| 31    | Кармен Патрісія Мартінес | Парагвай        | 33.18,22 | NR       |
| -     | Сара Лахті               | Велика Британія | DNF      |          |
| -     | Джесс Мартін             | Швеція          | DNF      |          |